# Materiel kultur
Materiel kultur er den del af en kultur, der har fundet udtryk i form af tildannede genstande (artefakter). Arkæologien er med nødvendighed henvist til at studere fortidens kulturer ved hjælp af deres materielle levn, men også andre videnskaber udforsker i større eller mindre omfang den materielle side af fortidige eller nutidige kulturer.
I fagområdet materiel kultur forenes studiet af fysiske genstande med antropologiske studier i en ny kandidatuddannelse fra 2006 på tre danske og et svensk universitet.
Faget henvender sig til folk, der er uddannet inden for tekstilfag, design, sløjd, hjemkundskab, ernæring, forbrug, sundhed, arkitektur, etnologi, museologi, antropologi, idéhistorie m.m.
CVU København & Nordsjælland udbyder en pædagogisk diplomuddannelse (PD) i materiel kultur (æstetik, kultur og håndværk), som er en videreudvikling af flere tidligere diplomuddannelser i sløjd, håndarbejde, tekstildesign, tekstilformgivning og tekstilfag.
En uddannelse i materiel kultur vil være det nye fundament for lærere ved videregående uddannelser i de fagområder, der henhører under de ovenfor nævnte emner.

## Eksterne links
- Forskningsnetværket Materiel Kultur, Kognition og Natur Arkiveret 4. april 2013 hos  Wayback Machine ved Aarhus Universitet
- Kandidatuddannelsen i materiel kultur
- Minna Kragelunds Abstract Arkiveret 22. juni 2007 hos  Wayback Machine om materielle kulturstudier